# Gauzlin de Fleury
Gauzlin de Fleury est un homme d'Église français né à une date inconnue et mort en 1030 à Châtillon-sur-Loire. Il a été archevêque de Bourges de 1013 à 1030. André de Fleury, moine de l'abbaye de Saint-Benoît-sur-Loire, écrit une biographie de l'abbé.

## Biographie
Gauzlin de Fleury est le fils naturel présumé du roi des Francs Hugues Capet.
Il devient abbé de Fleury à partir de 1004, et archevêque de Bourges à partir de 1013. Il conserve ces deux fonctions jusqu'à sa mort. Il dut ces deux nominations à la protection de son demi-frère Robert le Pieux (v. 972-1031) ; lorsque ce dernier l'imposa comme archevêque de Bourges à la mort de Dagbert, il rencontra une vive résistance du vicomte Geoffroy et des habitants de la ville ; il fallut plus de quatre ans à Gauzlin et l'appui qu'il alla demander à Rome au pape Benoît VIII avant qu'il ne puisse prendre possession de son diocèse.
Il prend part au concile d'Héry (1023), présidé par l'archevêque de Sens Léotheric en présence du roi Robert II.
Prenant la suite d'Abbon de Fleury à Saint-Benoît-sur-Loire, il entame la reconstruction de l'église de l'abbaye après son incendie, allumé par la foudre en 1026. Le pape Innocent II consacre la nouvelle église en 1031, mais les travaux ne s'achèvent qu'en 1218.